# Sjung vackert om kärlek
Sjung vackert om kärlek skriven av Gottfried Grafström, är en av de mer kända pjäserna om skalden Gustaf Fröding. Pjäsen utspelar sig kring 1898 när Fröding skrevs in på Upsala Hospital (senare Ulleråkers sjukhus) och tiden fram tills han skrevs ut.

## Handling
Under pjäsens gång får publiken uppleva tillbakablickar från tiden innan han lades in. Scener där skalden dricker sig full och hans syster Cecilia brottas med den sjuke och alkoholiserade brodern. Vi möter också Ida Bäckmann, journalisten och författarinnan som efter en tids bekantskap med Fröding sägs vilja gifta sig med honom. På hospitalet möter vi överläkaren Frey Svenson som med hjälp av syster Signe försöker få bukt med Fröding, genom lugnande sprutor och samtal. 

## Uppsättning
Pjäsen spelades som mest under 1970-talet och är kritisk mot den psykologiska sfären. Inledningen av pjäsen är en uppläsning av Frödings diagnos och den läses upp av professor Svenson. 
Somrarna 2007, 2008 och 2010 satte Värmlandsteatern upp pjäsen på Alsters herrgård med Kjell Kvarnevik i huvudrollen. Regissören Carina Ekman (spelade Ida Bäckmann under 70-talet) omarbetade då manuset tillsammans med Grafström. Inledningsmonologen togs bort då den ansågs förlegad och tillbakablickarna under pjäsens gång lades som en egen första akt. Första akten spelades upp utanför Alsters Herrgård. Sen efter paus lades både publik och Fröding in på hospitalet. Eller egentligen Herrgårdens magasin, där andra akten utspelade sig. 
Grafström ville med sin version 1970 och den omskrivna 2007 års versionen göra upp med fördomarna och de förutfattade meningarna om Ida Bäckmann. Denna kvinna som efter sin bekantskap med Fröding ansågs som en uppviglerska och förförerska och allt hon sedan skrev blev refuserat. Grafström vill med sin pjäs återupprätta hennes rykte.